# رنگینک یونگاس

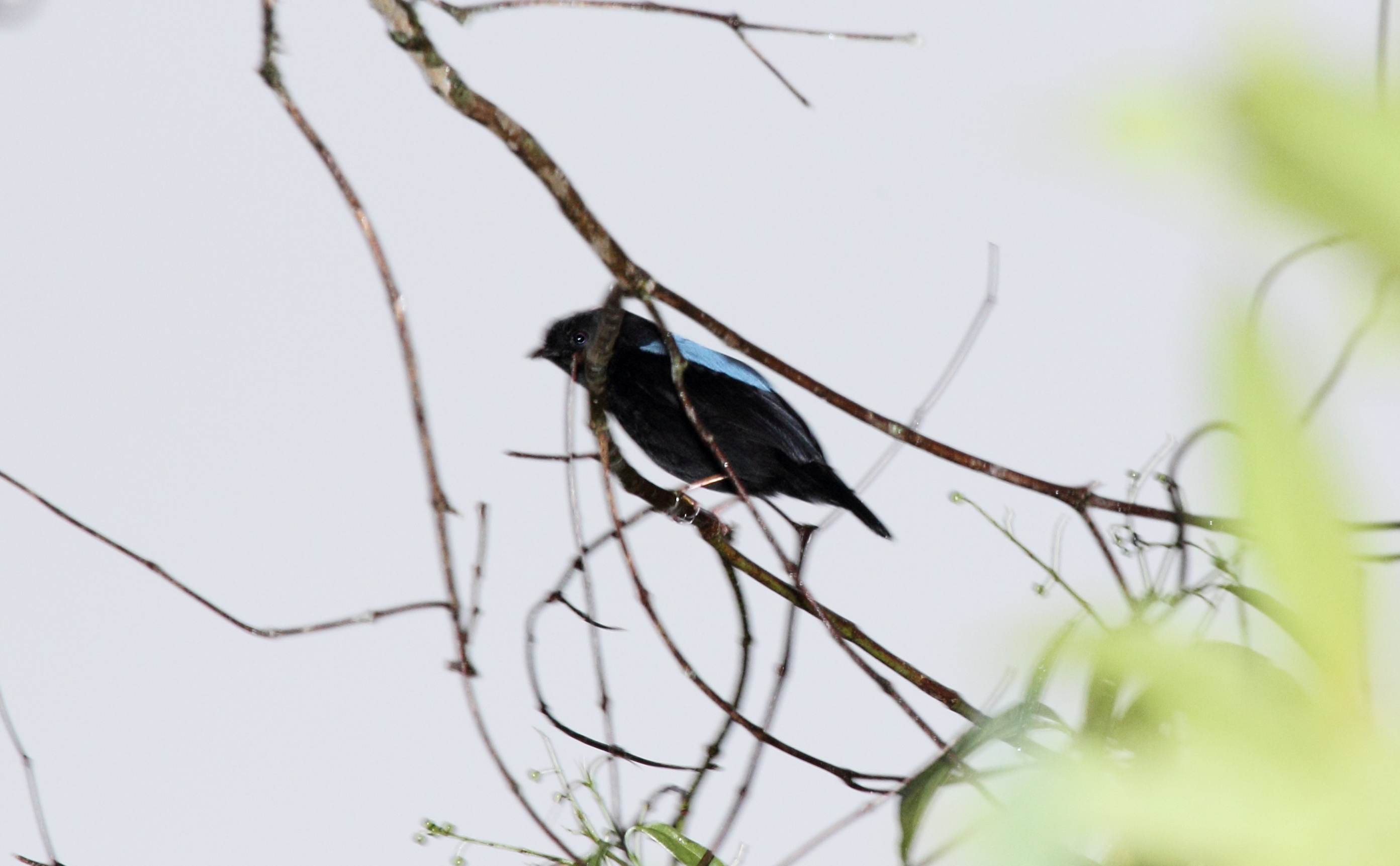
رینگینت

رنگینک یونگاس (نام علمی: Chiroxiphia boliviana) نام یک گونه از سرده رنگینک‌های رقاص است.